# Michaela Heigenhauser
Michaela Heigenhauser (ur. 24 listopada 1963) – niemiecka aktorka filmowa, telewizyjna i teatralna oraz piosenkarka.

## Kariera
Michaela Heigenhauser w latach 1984-1986 brała prywatne lekcje aktorstwa, a w latach 1985-1994 była członkiem Komödienstadels. Debiut na wielkim ekranie zaliczyła w 1986 roku w filmie Olfa Fischera pt. Glück mit Monika. Potem z sukcesami występowała w serialach m.in. Siebenbirken i Forsthaus Falkenau. W 1995 roku dołączyła do obsady serialu pt. Doktor z alpejskiej wioski, gdzie grała Christl Widl, pielęgniarkę i zarazem asystentkę najpierw doktora Thomasa Burgnera, potem doktora Justusa Hallsteina. Potem grała jeszcze w innych serialach m.in. München 7. Na co dzień występuje w Chiemgauer Volkstheater w Bawarii.

## Filmografia (wybór)

### Teatr
- 1986: Glück mit Monika
- 1992: Liebe und Blechschaden
- 1992: Glück mit Monika
- 1992: Heiratsfieber
- 1992: Jedem die seine
- 1992: Kein Auskommen mit dem Einkommen
- 1993: Glück auf der Alm
- 1994: Die Töchter Josefs
- 1996: Krach um Jolanthe
- 1998: Die drei Dorfheiligen
- 1999: Sei doch ned so dumm
- 2000: Das Verlegenheitskind
- 2001: A sauberne Welt
- 2002: Silvester – Hüttenzauber
- 2003: Thomas auf der Himmelsleiter
- 2005: Der Bauerndiplomat
- 2007: Der Silvesterstar
- 2008: Der König von Hohenmoos
- 2009: Der Hauptgewinn
- 2010: Der Silvesterknaller
- 2010: Brunos Bruder
- 2010: Der Schippedupfer
- 2010: Weihnachten im Polizeirevier
- 2010: Der Bulle von Rosenheim

### Filmy
- 1986: Glück mit Monika jako Kuni
- 1987: Der Pfandlbräu jako Maria
- 1987: Doppelselbstmord jako Agerl Hauderer
- 1989: Der brave Sünder
- 1990: Die hölzerne Jungfrau jako Anni Weidinger
- 1992: Heiratsfieber jako Christl Angerer
- 1993: Ein Blitz aus heiterem Himmel
- 1993: Die Hochzeitskutsche
- 1993: Der Hallodri jako Leni
- 1995: Die wilde Hilde jako Konstanze
- 2002: Wilder Kaiser
- 2002: Die scheinheilige Dreifaltigkeit jako Sonja
- 2005: Auf Ewig und einen Tag jako
- 2010: Seppi & Hias jako Matka Hiasa

### Seriale
- 1990: Im Schatten der Gipfel
- 1991–1992: Siebenbirken jako Stefanie Giesbeck
- 1992–2003: Forsthaus Falkenau jako Doktor Sylvia Walther / Hodowca trzody chlewnej
- 1995–1998: Doktor z alpejskiej wioski jako Christl Widl
- 2002: Wilder Kaiser
- 2004–2013: München 7 jako Uschi Zuckmayer / Kwiaciarka
- 2005: Lindenstraße jako Kelnerka
- 2012: Um Himmels Willen